# Astragalus subumbellatus
Astragalus subumbellatus är en ärtväxtart som beskrevs av Johann Friedrich Klotzsch. Astragalus subumbellatus ingår i släktet vedlar, och familjen ärtväxter. Inga underarter finns listade i Catalogue of Life.